# Шоссе 92 (Израиль)
Шоссе 92 (ивр. כביש 92‎ , англ. Highway 92) — израильское шоссе, ведущее с севера на юг в северной части Израиля. Длина шоссе 24 км, оно ведет вдоль восточного побережья озера Кинерет на всём его протяжении от шоссе 98 до шоссе 87.

## Достопримечательности
- Страусиная ферма в кибуце Ха-Он
- Мемориал турецким лётчикам (ивр. אנדרטת הטייסים הטורקים‎)
- Археологический заповедник Хиппос (ивр. סוסיתא (אתר ארכאולוגי)‎)
- Национальный парк Курси
- Луна-Галь (ивр. לונה-גל‎)
- Вифсаида

## Перекрёсткииразвязки
| Километр | Название                                      | Тип | Расположение     | Пересечение дорог  |
| -------- | --------------------------------------------- | --- | ---------------- | ------------------ |
| 0        | ивр. צומת צמח‎ (Перекрёсток Цемах)             |     | Цемах            | Шоссе 90           |
| 1        | ивр. צומת ללא שם‎ (Перекрёсток без имени)      |     | Мааган           | Въезд в Мааган     |
| 1.5      | ивр. צומת מעגן‎ (Перекрёсток Мааган)           |     | Мааган           | Шоссе 98           |
| 3.5      | ивр. צומת תל קציר‎ (Перекрёсток Тель-Кацир)    |     | Тель-Кацир       | Въезд в Тель-Кацир |
| 5        | ивр. צומת ללא שם‎ (Перекрёсток без имени)      |     | Ха-Он            | Въезд в Ха-Он      |
| 12       | ивр. צומת עין גב‎ (Перекрёсток Эйн-Гев)        |     | Эйн-Гев          | Въезд в Эйн-Гев    |
| 17       | ивр. צומת סמך‎ (Перекрёсток Сэмах)             |     | Курси            | Шоссе 789          |
| 21       | ивр. צומת רמות‎ (Перекрёсток Рамот)            |     | Рамот            | Въезд в Рамот      |
| 23       | ивр. צומת מעלה גמלא‎ (Перекрёсток Маале-Гамла) |     | Голанские высоты | Шоссе 869          |
| 24       | ивр. צומת יהודיה‎ (Перекрёсток Ихудия)         |     | Голанские высоты | Шоссе 87           |